# Seznam jezer
Seznam jezer abecedno urejen po celinah.

## Afrika
- Albertovo jezero (Mobuto-Sese-Seko)
- Čadsko jezero
- Edvardovo jezero
- jezero Abaja
- jezero Abe
- jezero Abijata
- jezero Avasa
- jezero Kariba
- Kivu
- jezero Langano
- jezero Mweru
- jezero Šamo
- jezero Šana
- jezero Zvaj
- Malavijsko jezero (Njaško jezero, Njasa)
- Štefanijino jezero (Čev Bahir)
- T'ana
- Tanganjiško jezero
- Turkansko jezero
- Viktorijino jezero

## AvstralijainOceanija
- Eyrovo jezero (slano)
- jezero Argyle
- jezero Barlee
- jezero Carnegie
- jezero Chipping Norton
- jezero Disappointment
- jezero Everard
- jezero MacKay
- jezero Moore
- jezero Torrens (slano)
- jezero Wells

## Azija
- Aralsko jezero (slano)
- Bajkalsko jezero
- Balhaško jezero (slano)
- Biva-ko
- Činghaj
- Dongting
- Gaojou
- Hong
- Hongze
- Inavaširo
- Isik Kul
- jezero Čani
- jezero Hanka
- jezero Tengiz
- jezero Zajsan
- jezero Zeja
- Kaspijsko jezero (slano)
- Kutčaro
- Mrtvo morje (slano)
- Pojang
- Sevan
- Soroma
- Šikotsu
- Tai
- Tazava
- Toja
- Tovada
- Urjū
- Urmijsko jezero
- Van
- Vejšan
- Žaojang

## Evropa
- Baško jezero
- Bilećko jezero
- Blatno jezero (Balaton)
- Blejsko jezero
- Bodensko jezero
- Bohinjsko jezero
- Bukovniško jezero
- Buško jezero
- Cerkniško jezero
- Čudsko jezero (Peipsi)
- Dojransko jezero
- Gardsko jezero
- Gazivodsko jezero
- Goslinjsko jezero
- Hodiško jezero
- Ilmensko jezero
- Jablaničko jezero
- Chiemsko jezero
- Klopinjsko jezero
- Krupačko jezero
- Ladoško jezero
- Lipensko jezero
- Loch Ness
- Lokvarsko jezero
- Mariborsko jezero
- Modračko jezero
- Nežidersko jezero
- Ohridsko jezero
- Oneško jezero
- Osojsko jezero
- Perućko jezero
- Pivsko jezero
- Prespansko jezero
- Ptujsko jezero
- Ramsko jezero
- Ribinsko jezero
- Skadarsko jezero
- Slano jezero
- Šmartinsko jezero
- Triglavska jezera
- Vänern
- Varaždinsko jezero
- Võrtsjärv
- Vransko jezero
- Vrbsko jezero
- Zablaško jezero
- Zlatarsko jezero
- Ženevsko jezero

## Južna Amerika
- jezero Maracaiba
- jezero Patos
- jezero Titikaka (Titicaca)

## Severna AmerikainSrednja Amerika
- Čargogagogmančaugagogčaubunagungamaug (Chargoggagoggmanchauggagoggchaubunagungamaugg)
- Eriejsko jezero
- Gornje jezero
- Huronsko jezero
- jezero Athabasca
- Jezero severnih jelenov  (Reindeer Lake)
- Južno indijansko jezero (Southern Indian Lake)
- Managovsko jezero  (Lago d eManagua/Lago Xolotlán)
- Meadovo zajezitveno jezero  (Lake Mead)
- Kratersko jezero (Crater Lake)
- Michigansko jezero
- jezero Nettilling
- Nikaragovsko jezero (Lago de Nicaragua)
- Nipigonsko jezero  (Lake Nipigon)
- Ontarijsko jezero
- Powllovo zajezitveno jezero (Lake Powel)
- Rooseveltovo zajezitveno jezero (Franklin Delano Roosevelt Lake/Lake Roosevelt)
- Veliko medvedje jezero
- Veliko suženjsko jezero
- Winnipeško jezero
- Severnoameriška Velika jezera